# Saint-Michel-de-Double
Saint-Michel-de-Double é uma comuna francesa na região administrativa da Nova Aquitânia, no departamento Dordonha. Estende-se por uma área de 28,5 km². Em 2010 a comuna tinha 244 habitantes (densidade: 8,6 hab./km²).